# 春風亭昇乃進
春風亭 昇乃進（しゅんぷうてい しょうのしん、1967年4月6日 - ）は、落語家。落語芸術協会会員。本名∶山上 透。

## 経歴
- 1992年∶5代目春風亭柳昇に入門。前座名柳花。
- 1997年∶二ツ目に昇進。昇乃進と改名。
- 2003年7月∶師匠柳昇死去。それに伴い春風亭柳之助、春風亭鹿の子とともに兄弟子の9代目春風亭小柳枝門下へ移籍。
- 2006年∶春風亭柳之助、瀧川鯉朝とともに真打に昇進。

## 人物
長野県下高井郡山ノ内町出身。長野県須坂高等学校卒業、東海大学文学部広報学科卒業。中学、高校と陸上部。中学では「走り幅跳び」、高校では「三段跳び」において県大会で入賞している。東海大学では落研に入部。在学中、学生タイトルを取り、卒業後、春風亭柳昇に入門。新作を中心としていたが、真打ち昇進後は古典落語と新作の二刀流をスタンスとしている。趣味は作詞作曲、タップダンス、映画鑑賞。同じ山ノ内町出身の芸能人には、清水アキラがいる 。

## 主な新作
- おはよう宝くじ
- ランニングハイ
- 異国人食堂

## 落研時代の受賞歴
- 1989年2月：テレビ朝日「第１回プレ・ステージ杯」優勝
- 1989年8月：信越放送「落研選手権」優勝
- 1989年9月：テレビ朝日「第３回プレ・ステージ杯」準優勝
- 1993年8月：潮出版社「新作台本コンクール」最優秀賞